# L'Homme au gant gris
Pour plus de détails, voir Fiche technique et Distribution.
L'Homme au gant gris (titre original : L'uomo dal guanto grigio) est un film italien réalisé par Camillo Mastrocinque, sorti en 1948.

## Synopsis
Un célèbre tableau d'Antonello de Messine, L'Homme au gant gris, a été confié à un ancien restaurateur. Lorsque, par la suite, le tableau est retiré de l'atelier du restaurateur et exposé, le critique d'art Drago découvre qu'il ne s'agit pas de l'original, mais d'une copie.

## Fiche technique
- Titre français : L'Homme au gant gris[1]
- Titre original : L'uomo dal guanto grigio
- Réalisateur : Camillo Mastrocinque
- Scénario : Camillo Mastrocinque, Vittorio Nino Novarese, Fulvio Palmieri
- Photographie : Gábor Pogány
- Montage : Eraldo Da Roma
- Musique originale : Ezio Carabella
- Producteur : Giulio Manenti
- Société de production : Manenti Film Sp.A.
- Pays de production :  Italie
- Langue : Italien
- Format : Noir et blanc — 35 mm — 1,37:1 — Son : Mono
- Genre : Policier
- Durée : 85 minutes
- Dates de sortie :
  - Italie : 11 novembre 1948
  - France : 11 juillet 1951

## Distribution
- Annette Bach : Anna Gaddi
- Eros Belloni : Directeur de la radio
- Antonio Centa : Max
- Mario Del Monaco : Silvio Martini
- Leo Garavaglia : le coroner
- Lauro Gazzolo : un critique d'art
- Roldano Lupi : Claudio Drago
- Renato Malavasi : le ministre
- Armando Migliari : le commissaire
- Zora Piazza : la danseuse
- Pina Piovani : Amalia
- Sandro Ruffini : Pasquini
- Agostino Salvietti : le gardien du musée
- Filippo Scelzo : Tambroni
- Stefano Sibaldi : l'intendant aux Beaux-Arts
- Gualtiero Tumiati :Masero
- Gaetano Verna : autre intendant
- Mario Volpicelli